# Edward Krawczyk
Edward Krawczyk (ur. 10 września 1931 w Łośniu, zm. 18 października 1986 w Warszawie lub Płocku) – polski wojskowy i historyk wojskowości specjalizujący się w historii wojskowości polskiej XX wieku. Współcześnie jest zaliczany do grona wybitnych znawców budowy i ewolucji sił wojskowych w okresie II Rzeczypospolitej, a w szczególności spraw mobilizacji sił zbrojnych, doktryny wojennej, rozwoju wszystkich rodzajów broni i służb Wojska Polskiego, i Marynarki Wojennej.

## Życiorys
Jego ojcem był Wawrzyniec Krawczyk. Będąc uczniem gimnazjum w Kluczborku działał w Związku Walki Młodych, a później w Związku Młodzieży Polskiej. W 1949 wstąpił do Oficerskiej Szkoły Politycznej, którą ukończył w 1950 w stopniu podporucznika.  W 1949 wstąpił do Polskiej Zjednoczonej Partii Robotniczej i był jej członkiem do śmierci. W 1955 ukończył studia I stopnia w Wojskowej Akademii Politycznej, w 1959 studia magisterskie na Wydziale Historycznym UW. Wykładał na Wojskowej Akademii Politycznej im. Feliksa Dzierżyńskiego w Warszawie. Tam też uzyskał tytuł doc. dr. habilitowanego w zakresie nauk historycznych, a w 1964 roku doktoryzował się na podstawie rozprawy Demobilizacja i pokojowa organizacja Wojska Polskiego w latach 1920–1921 napisanej pod kierunkiem Stanisława Herbsta. W WAP pełnił też funkcję zastępcy kierownika Katedry Historii Międzynarodowego Ruchu Robotniczego. Jest współautorem szeregu prac z dziedziny historii powszechnej i historii wojskowości. Awansowany do stopnia pułkownika w 1973. W latach 1973–1974 był członkiem prezydium Sekcji Historii Wojskowej Towarzystwa Miłośników Historii. Według niektórych źródeł w latach 1974–1976 zajmował stanowisko attaché wojskowego, morskiego i lotniczego przy Ambasadzie Polski w Pekinie, skąd po trzęsieniu ziemi w 1976 roku, został na krótko razem z placówką dyplomatyczną oddelegowany do Szanghaju. Według informacji Instytutu Pamięci Narodowej w latach 1974–1976 zajmował stanowisko attaché wojskowego, morskiego i lotniczego przy Ambasadzie PRL w Pjongjangu.
Został pochowany na cmentarzu Wojskowym na Powązkach w Warszawie (kwatera: B 41 rząd: 1, grób: 15).

## Wybrane prace naukowe
- Edward Krawczyk, Praca partyjno-polityczna nad wychowaniem żołnierzy Ludowego Wojska Polskiego w duchu braterstwa idei i broni z Armią Radziecką; rozprawa magisterska (nieopublikowana drukiem), Akademia Wojskowo-Polityczna im. F. Dzierżyńskiego, Warszawa 1955.
- Edward Krawczyk, Z genezy manewru górnośląskiego, w: Zeszyty Naukowe WAP Nr 14 (44) – seria wydawnicza Wojskowa Akademia Polityczna im. F. Dzierżyńskiego. Seria historyczna I. Praca zbiorowa pod redakcją Ignacego Pawłowskiego, Warszawa 1966
- Michał Bron, Edward Krawczyk, Konferencja naukowa w Dreźnie poświęcona XXX rocznicy wojny hiszpańskiej i udziałowi w niej ochotników brygad międzynarodowych, w: Wojskowy Przegląd Historyczny 1966/2; wyd: Wojskowe Biuro Historyczne, Warszawa 1966
- Edward Krawczyk, Program demobilizacji Wojska Polskiego w 1920 r., w: Studia historyczne. Stanisławowi Herbstowi na sześćdziesięciolecie urodzin w upominku uczniowie, koledzy, przyjaciele, wyd.: Wojskowa Akademia Polityczna im. F. Dzierżyńskiego, Warszawa 1967
- Edward Krawczyk, Leonard Ratajczyk: Wypisy do ćwiczeń z historii wojskowej, tom II, zeszyt III Okres od początku XX w. do 1939 roku; wyd.: Wojskowa Akademia Polityczna im. F. Dzierżyńskiego. Katedra Historii Wojskowej, Warszawa 1967
- Edward Krawczyk, Wielka Wojna Narodowa Związku Radzieckiego (1941–1945); w: 50 lat Armii Radzieckiej. Mała kronika. Praca zbiorowa pod redakcją Mikołaja Plikusa; Wydawnictwo Ministerstwa Obrony Narodowej, Warszawa 1968
- Edward Krawczyk, O walkach 1 Armii WP nad środkową Wisłą, w: Wojskowy Przegląd Historyczny 1968/1; wyd: Wojskowe Biuro Historyczne, Warszawa 1968.
- Bogusław Gąsienica-Staszeczek, Edward Krawczyk, Stanisław Zapolski: Wypisy do seminariów z historii wojskowej: doświadczenia i wnioski z wojen izraelsko-arabskich; tom IV, zeszyt II Okres od 1945 do 1967 r.; wyd.: Wojskowa Akademia Polityczna im. F. Dzierżyńskiego, Warszawa 1969
- Kazimierz Sobczak, Edward Krawczyk, Wypisy do ćwiczeń z historii wojskowej, tom II, zeszyt IV Okres od początku XX w. do 1939 roku; wyd.: Wojskowa Akademia Polityczna im. F. Dzierżyńskiego. Katedra Historii Wojskowej, Warszawa 1970
- Edward Krawczyk, Demobilizacja i pokojowa organizacja Wojska Polskiego w latach 1920–1921 (rozprawa doktorska); wyd.: Wojskowy Instytut Historyczny, Warszawa 1971
- Tadeusz Konecki, Edward Krawczyk, Leonard Ratajczyk: Historia wojskowości. Podręcznik dla wyższych szkół oficerskich; Wydawnictwo Ministerstwa Obrony Narodowej, Warszawa 1971
- Edward Krawczyk, Strategia intensywnego rozwoju przemysłu a obronność kraju, Warszawa 1971
- Edward Krawczyk, Mieczysław Wieczorek: Wypisy do ćwiczeń z historii wojskowej, tom III, zeszyt I Wojna obronna Polski w 1939 roku; wyd.: Wojskowa Akademia Polityczna im. F. Dzierżyńskiego. Katedra Historii Wojskowej, Warszawa 1972
- Edward Krawczyk, Wkład Ludowego Wojska Polskiego w budowę i rozbudowę przemysłu w Polsce; wyd.: Uniwersytet Śląski, Katowice 1974

## Ordery i odznaczenia
- Krzyż Kawalerski Orderu Odrodzenia Polski
- Złoty Krzyż Zasługi
- Medal 40-lecia Polski Ludowej
- Medal Komisji Edukacji Narodowej